# Żubardź
W treści tego artykułu od 2021-06 występują prawdopodobnie wyrażenia zwodnicze, co nie jest zgodne z zasadami przyjętymi w Wikipedii.
Dokładniejsze informacje o tym, co należy poprawić, być może znajdują się w dyskusji tego artykułu.
 Po wyeliminowaniu niedoskonałości należy usunąć szablon [[Szablon:Dopracować|]] z tego artykułu.
Żubardź – osiedle w Łodzi, na Bałutach. Osiedle obejmuje obszar zamknięty w kwadracie ulic: Limanowskiego – Al. Włókniarzy – Drewnowska – Modra. Obejmuje ono rejon szkoły podstawowej nr 166 oraz nr 35.

## Historia
Początkowo (czyli od XV wieku, bo tak najdalej sięgają przekazy źródłowe) nazwą Żubardź określano obszar leśny, leżący pomiędzy rzeką Bałutką a północną granicą miasta biskupiego Łódź. Tak więc, pod względem etymologicznym, to nazwa prawdopodobnie pochodziła od żubra.
Przez kilka stuleci trwały spory o prawo własności tego lasu pomiędzy dziedzicami dwóch wsi: Radogoszcza i Bałut. Spory te okresowo wygasały, gdyż zdarzało się, że obie wsie miały tego samego właściciela. Niezależnie od miejscowej szlachty, roszczenia do lasu zgłaszała także kapituła biskupia z Włocławka, przedrozbiorowy właściciel Łodzi.
Spory wznawiane co jakiś czas, rozstrzygnięto sądownie dopiero w 1834 roku, gdy sporny las przyznano właścicielom obu wsi po połowie. Część zachodnia przypadła właścicielowi Radogoszcza, który zaraz las wyrąbał i sprowadził kilku osadników, którym przydzielił spore działki ziemi. Tak powstała Osada Żubardź (rejon obecnych ulic Klonowej i Mokrej), zwana później Żubardziem Starym. Część wschodnia (Las Żubardź) została przyznana właścicielom Bałut. Tam po roku 1866 rozpoczęto wyrąb lasu i sprzedaż działek osadnikom. Powstała Kolonia Żubardź, zwana też Żubardziem Nowym, administracyjnie i przestrzennie powiązana z Osadą Fabryczną Bałuty.
Stary Żubardź włączono do Łodzi w 1906, Nowy Żubardź, razem z Bałutami, w 1915.

## Granice
Granice całego historycznego Żubardzia:
- północna – to koryto rzeki Bałutki, dzisiaj w podziemnym kanale, ale patrząc na plan miasta można łatwo zrekonstruować jego przebieg;
- południowa – to linia ulic Wrześnieńskiej i Powstańców Wielkopolskich;
- zachodnia – linia biegnąca równolegle do ul. Inowrocławskiej, ok. 80 m. na wschód od tej ulicy;
- wschodnia – to obecna ul. Urzędnicza i kawałek Piwnej.

Granica pomiędzy Żubardziem Starym (radogoskim) a Nowym (bałuckim) biegła linią nieco łamaną, ale generalnie wzdłuż obecnej ul. Sprawiedliwej (przypuszcza się, że jest to pamiątka „sprawiedliwego” podziału spornego lasu).
Tak więc, np. mieszkańcy dzisiejszej ul. Bolesława Limanowskiego pomiędzy Urzędniczą a Rumuńską (tu był kiedyś most na Bałutce) mogą mówić, że mieszkają na Żubardziu.

## Żubardź Południowy
Pozostaje do omówienia kwestia obszaru dziś określanego jako Żubardź, jednak leżącego poza wyżej opisanymi granicami, to jest na południe od linii ulic Wrześnieńskiej i Powstańców Wielkopolskich.
Tereny między tymi ulicami a Drewnowską należały do Łodzi „od zawsze”, czyli od założenia miasta w pierwszej ćwierci XV wieku.
Bardzo wcześnie wykarczowano tam las i stanowiły one tereny rolnicze mieszkańców Łodzi aż do końca XIX wieku. Pamięć o leśnej przeszłości jednak pozostała, bo część gruntów od Piwnej do Stolarskiej jeszcze ok. 1820 roku nazywana była „Niedźwiedź”.
Rejon ulic Kutrzeby (dawniej Tybury) i Mahatmy Gandhiego został nazwany Żubardziem w latach 1959–1963 przez projektantów nowych bloków (Romualda Furmanka i Janusza Pietrzyńskiego), którzy potrzebowali jakiejś „roboczej” nazwy tego osiedla. Jak było na projektach budowlanych, tak potem zostało i nowi mieszkańcy bloków, pochodzący z innych części Łodzi lub nawet miast przyjęli tę nazwę jako oczywistą.

## Żubardź jako osiedle mieszkaniowe
Blokowisko „Żubardź” zbudowano na przełomie lat 50. i 60. Pierwsza, starsza część to okolice ulicy Tybury (od 2017 roku ul. gen. Tadeusza Kutrzeby), Czarnkowskiej, Lutomierskiej i części ul. Gandhiego. Bloki te zostały wybudowane pod koniec lat 50. Na tej części powstała też pierwsza podstawówka na Żubardziu, mianowicie nr 35 (otwarto 1.IX.1959, od 1998 roku patronem szkoły jest poeta Marian Piechal). Druga część Żubardzia (ta młodsza), to okolice ulic: Krotoszyńskiej, Szamotulskiej, Mokrej, Bydgoskiej oraz ul. św. Antoniego Padewskiego. Na tej części osiedla znajduje się też kościół pw. św. Antoniego z Padwy.